# Ellen Hillingsø
Ellen Hillingsø, née le 9 mars 1967 à Copenhague, est une actrice danoise. Elle est également comédienne de doublage, et prête sa voix à l'enregistrement de livres audio.

## Carrière
Ellen Hillingsø souhaite d'abord faire carrière dans le journalisme, mais devient hôtesse dans les studios de la chaîne Kanal 2 à la fin des années 1980. Hillingsø fait ses débuts dans le film Huller i suppen en 1988, où elle joue avec Povl Erik Carstensen et Morten Lorentzen. Après un rôle dans En verden til forskel en 1989, elle entame sa carrière sur les planches et représente au théâtre d'Aarhus de 1990 à 1994. Elle joue le rôle de Desirée dans Syg ungdom, de Linda dans Når bare det kommer fra hjertet et de Viola dans Helligtrekongersaften. Elle effectue ensuite des représentations dans plusieurs théâtres tels que le Théâtre Royal, le Grønnegårds Teatret, Kanonhallen, ou encore le Aveny Teatret.
En 1996, Hillingsø joue dans Krystalbarnet, un drame de Peter Thorsboe, en compagnie de Mirosław Baka, Grażyna Barszczewska et Helene Egelund. En 1998, elle reçoit un Robert de la meilleure actrice dans un rôle secondaire pour son rôle dans le film Sekten. En 1999 elle joue dans le film Mifune de Søren Kragh-Jacobsen avec Iben Hjejle, Anders Hove (en), Sofie Gråbøl et Paprika Steen. La même année, elle reçoit un prix Lauritzen. Huit ans plus tard, elle tient un rôle dans Karlas kabale, un film écrit d'après le livre homonyme de Renée Simonsen, publié en 2003. En 2007, Hillingsø joue dans une série télévisée policière danoise intitulée Anna Pihl.
En 2010, elle joue dans Eksperimentet (en), un film de Louise Friedberg. Ce film traite l'expérience des petits danois et du problème de l'extinction de la culture locale au Groenland. Le film sort le 28 août 2010 au centre culturel Katuaq de Nuuk, la capitale du Groenland,.
En dehors de sa carrière d'actrice, Ellen Hillingsø a prêté sa voix pour de nombreux doublages de dessins animés, de films et de livres audio.

## Vie privée
Hillingsø est la fille de l'ancien général danois Kjeld Hillingsø et de Brigitta Hillingsø. En tant que filleule de la reine Margrethe II, Ellen assiste régulièrement à des évènements et des cérémonies royales. Elle est mariée avec Christoffer Castenskiold, directeur de la Saxo Bank, depuis le 27 décembre 2000. Elle est également la nièce de Lars Hillingsø.

## Filmographie

### Films
- Huller i suppen (1988)
- En verden til forskel (1989)
- Krystalbarnet (1996)
- Sekten (1997)
- Mifune (Mifunes sidste sang) (1999)
- Klinkevals (1999)
- Når lysterne tændes (2001)
- Jolly Roger (2001)
- En kort en lang (2001)
- Olsen-banden Junior (2001)
- Drengen der ville gøre det umulige
- Floden (2002 - stemme)
- Silkevejen (2004)
- Opbrud (2005)
- Afrejsen (2005)
- Allegro (2005)
- Den Rette Ånd (2005)
- Sprængfarlig bombe (2006)
- Anja og Viktor - brændende kærlighed (2007)
- Karlas kabale (2007)
- En forelskelse (2008)
- Maj & Charlie (2008)
- Karla og Katrine (2009)
- Over gaden under vandet (2009)
- Karla og Jonas (2010)
- Eksperimentet (2010)

### TV
- Hvor svært kan det være (2002)
- Absalons hemmelighed (2006)
- Anna Pihl (2007)
- Album (2008)
- Livvagterne (2009)
- 2011 : Bron/Broen (The Bridge) (série télévisée) : Charlotte Söringer (Saison 1)

## Récompenses et distinctions
- 1998 : Robert de la meilleure actrice dans un second rôle pour Sekten